# آرتور بروس
آرتور براوس (متولد ۲۴ ژوئیه ۱۹۳۶) بازیگر آلمانی است که شاید بیشتر به خاطر بازی در فیلم صلیب آهنین به کارگردانی سم پکینپا شناخته شود. براوس در آگسبورگ آلمان متولد شد. 